# Sundancer
Sundancer est le troisième prototype d'habitat spatial de Bigelow Aerospace et le premier module gonflable habitable basé sur la technologie Transhab, acquise auprès de la NASA. Le projet est aujourd'hui annulé et remplacé par le module B330. Il aurait été utilisé pour tester et valider les systèmes utilisés par l'entreprise, et en cas de succès, constituer la première pièce de la station spatiale commerciale proposée (Bigelow Commercial Space Station).

## Historique
Lors de son annonce initiale, Sundancer doit être le quatrième module mis en orbite par Bigelow Aerospace. En août 2007, cependant, il est annoncé qu'en raison de la hausse des coûts de lancement spatial et le niveau de réussite des deux premiers modules Bigelow lancés, Genesis I et Genesis II, le troisième module développé, Galaxy, ne sera pas lancé et le programme Sundancer est accéléré. Le système de support de vie et les autres systèmes avancés devant être testés dans l'espace, dans le module Galaxy, sont construits et testés au sol.
Sundancer doit être lancé par le lanceur Falcon 9 développée par SpaceX, mais la date de lancement est continuellement repoussée. En 2007, il est signalé que Sundancer sera en orbite en 2010, avec une date confirmée par SpaceX. Mais en mars 2008, cette date de lancement a glissé à 2011, et en 2010, a de nouveau reculé à 2014,.
Il doit être suivi de missions habitées quand des véhicules de transport seront disponibles. Si ces missions habitées sont couronnées de succès, Bigelow envisage d'utiliser Sundancer comme point de départ du premier complexe spatial commercial. La société a l'intention de lancer un nœud central qui sera amarré à Sundancer, suivi par deux modules B330, de taille complète (330 mètres cubes) connectés au nœud central. Cette station est potentiellement suivie par plusieurs autres stations similaires,. En 2005, il est estimé qu'une semaine de voyage au complexe coûte 7,9 millions de dollars américains.

## Systèmes et configuration
Sundancer doit être équipé d'un système complet de support de vie, de systèmes de manœuvre orbitale, et être capable de rehausser son orbite. Comme les prototypes Genesis, Sundancer doit être lancé avec sa surface externe repliée autour de son noyau central, et l'aurait élargi grâce de l'air, à sa taille complète et définitive après son entrée sur orbite. Après l'expansion, le module aurait mesuré 8,7 mètres de longueur et 6,3 mètres de diamètre, avec 180 mètres cubes de volume intérieur habitable. Contrairement aux précédents modules Bigelow, il doit avoir trois fenêtres d'observation, et doit être équipé d'un port d'amarrage de type Soyouz à une extrémité et, à l'autre extrémité, d'un port d'amarrage NASA Docking System, développé par la NASA.
Le système de propulsion de Sundancer doit être initialement utilisé pour envoyer le module sur une orbite haute pour les essais de longue durée et, plus tard, il doit être amené à la station sur une orbite accessible par les engins spatiaux habités. Le module utilise un concept de propulsion redondant pour ses systèmes de contrôle d'attitude et d'orbite, chaque système de propulsion présentant une forme différente de propergol. Aerojet doit fournir le système de propulsion hypergolique Aft Propulsion System (APS), avec Andrews Space qui construit les contrôleurs électroniques de l'APS. Orion Propulsion doit contribuer au système de propulsion Forward Propulsion System (FPS), qui utilise l'hydrogène et l'oxygène produits par le système de support de vie de Sundancer.
Bigelow Aerospace envisage également une option pour inclure des lumières à l'extérieur de l'engin spatial, potentiellement visible depuis la Terre, ce qui est une poursuite du système de projection qui vole actuellement à bord de Genesis II.

## Lanceur
En raison de la taille et la masse ajoutée de Sundancer par rapport aux modules précédents, il faut un lanceur de capacité intermédiaire pour le mettre sur orbite. SpaceX est engagée pour fournir un lanceur Falcon 9 pour un lancement en 2014. Bigelow a également conclu des discussions avec Lockheed Martin en ce qui concerne l'utilisation éventuelle de l'Atlas V en tant que lanceur pour des capsules spatiales habitées, ce qui est requis pour amener l'équipage, les touristes et pour fournir du matériel pour le nouvel habitat,.